# (35525) 1998 FV64
1998 FV64 (asteroide 35525) é um asteroide da cintura principal. Possui uma excentricidade de 0.01314080 e uma inclinação de 1.28367º.
Este asteroide foi descoberto no dia 20 de março de 1998 por LINEAR em Socorro.